# Raphael Tigges

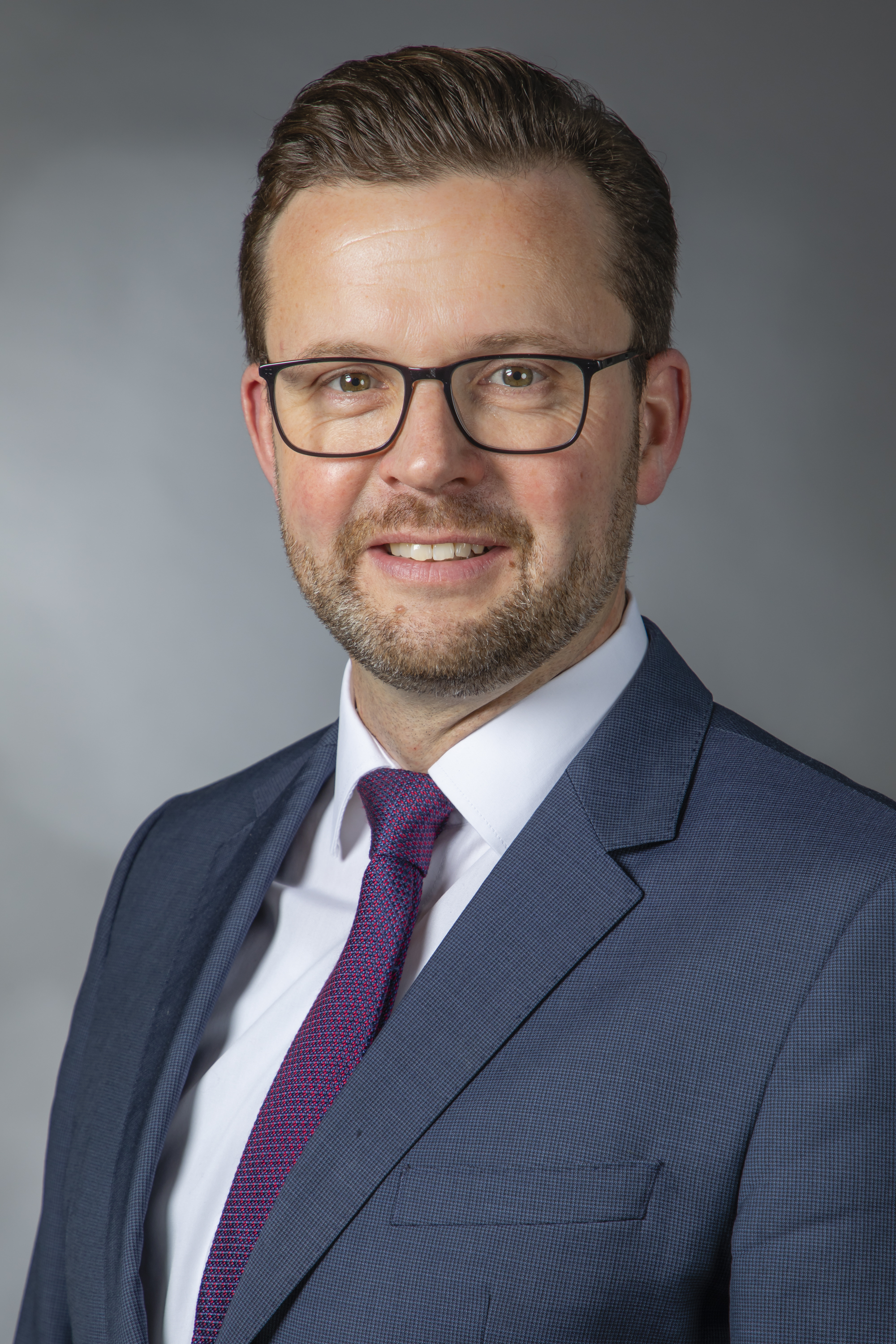
Raphael Tigges (2019)

Raphael Tigges (* 26. Mai 1973 in Gütersloh) ist ein deutscher Politiker der CDU und seit der Wahl im Mai 2017 direkt gewählter Abgeordneter im Landtag Nordrhein-Westfalen für die Kommunen Gütersloh, Herzebrock-Clarholz und Harsewinkel.

## Ausbildung und Beruf
Tigges schloss 1991 die Schule ab und absolvierte daraufhin die Ausbildung zum Bankkaufmann bei der Sparkasse Gütersloh und erwarb zusätzlich die Fachhochschulreife. Es folgte das Studium zum Sparkassenbetriebswirt. Vor seiner Wahl in den Landtag von Nordrhein-Westfalen arbeitete Tigges als Firmenkundenberater bei der Sparkasse Gütersloh.

## Politik und Partei
Zwischen 1996 und 2000 war Tigges Vorsitzender der Jungen Union (JU) Avenwedde, zwischen 2000 und 2002 dann des JU-Stadtverbandes Gütersloh. Zwischen 2002 und 2008 stand er der CDU Avenwedde-Friedrichsdorf als Vorsitzender vor. Seit 2004 ist er Mitglied im Rat seiner Heimatstadt Gütersloh. Zusätzlich war er von 2008 bis 2019 Vorsitzender des CDU-Stadtverbandes.
Seit März 2019 ist Tigges Vorsitzender des Kreisverbandes der CDU im Kreis Gütersloh.
Bei der Landtagswahl am 14. Mai 2017 kandidierte Tigges zum ersten Mal und wurde mit 42,1 Prozent direkt in den Landtag gewählt.